# NBA 2K
NBA 2K è il primo videogioco della serie NBA 2K. È stato pubblicato da Sega Sports e sviluppato da Visual Concepts. Nella copertina è presente Allen Iverson dei Philadelphia 76ers.